# Illycaffè S.p.A.
illycaffè S.p.A. – globalna korporacja działająca w zakresie produkcji i dystrybucji kawy i specjalizująca się w wytwarzaniu i światowym handlu kawy do przygotowywania espresso. 
Firma ma swoją siedzibę przy Via Flavia 110 w Trieście, północnowłoskim mieście portowym. Została założona 1933 r. przez Franceska Illy, kupca kawą węgierskiego pochodzenia i obecnie należy do rodzinnego holdingu Gruppo illy. 

## Historia
Francesco Illy był między innymi wynalazcą i skonstruował tzw. Illy Illetę, urządzenie uważane za prekursora wszystkich używanych obecnie ekspresów do kawy. Dzięki opatentowanej technologii gazu obojętnego udało mu się wprowadzić na rynek gotową, paloną kawę, zachowującą wszystkie aromaty i składniki. Metalowe puszki były wypełniane obojętnym gazem pod ciśnieniem i szczelnie zamykane po ich napełnieniu kawą. 
Ernesto Illy  (* 1925 w Trieście; † 2008 tamże) był z zawodu chemikiem i po ukończeniu studiów dołączył do firmy, którą jako prezes prowadził w latach 1963–2004. Następnie został honorowym prezesem Illycaffè S. p. A. i pozostał nim do śmierci. Ernesto Illy był pasjonatem badań naukowych i technologii, założył pierwsze laboratorium badawcze, które stało się miejscem powstania szeregu wynalazków i patentów. 
Firma jest obecnie zarządzana przez trzecie pokolenie jako firma rodzinna. Prowadzi też katedrę kawy na uniwersytecie w Trieście. 

## Technologia i rynek
Illy rozwija nowoczesne technologie, za pomocą których można sortować ziarna kawy w zależności od koloru i stopnia dojrzałości, a także przerabiać surowce w sposób przyjazny dla środowiska. Dział Badań i Rozwoju Technologii ma dwa duże laboratoria, AromaLab i SensoryLab. Obydwa znajdują się w Trieście i zajmują się analizą substancji i aromatów zawartych w kawie oraz psychofizjologią smaku. Do produkcji swojej kawy Illy używa głównie wysokojakościowych odmian arabiki z Brazylii, Kenii, Indii lub Etiopii kupowanej bezpośrednio u producentów.
Ze względu na skomplikowane procedury produkcyjne i kontrolne oraz stosowanie surowców wysokiej jakości, kawa Illy jest stosunkowo droga i niezbyt popularna na rynku. Illy zaopatruje głównie kawiarnie, bary i lokale gastronomiczne oraz firmy i biura. 
Espresso Illy można przygotowywać w powszechnie używanych ekspresach i automatach do kawy. Istnieje również łatwy w obsłudze i konserwacji system ze specjalnymi automatami używającymi porcjowanych saszetek z kawą (tzw. cialde, w których 6,5 g mielonej kawy jest sprasowane między dwoma płatkami specjalnego filtra). Należący do grupy Illy oddział Francis Francis! produkuje ekspresy do kawy do użytku komercyjnego i prywatnego. 
Codziennie na całym świecie wypijanych jest dwa do pięciu milionów filiżanek kawy Illy. Illy jest uznawana za wiodącą markę w rynkowym segmencie espresso na świecie. W prawie wszystkich testach porównawczych kawa Illy była w stanie przekonać najwięcej testerów i zajęła pierwsze miejsce pod względem smaku, choć nie jest korzystna cenowo. 